# وادي القرن

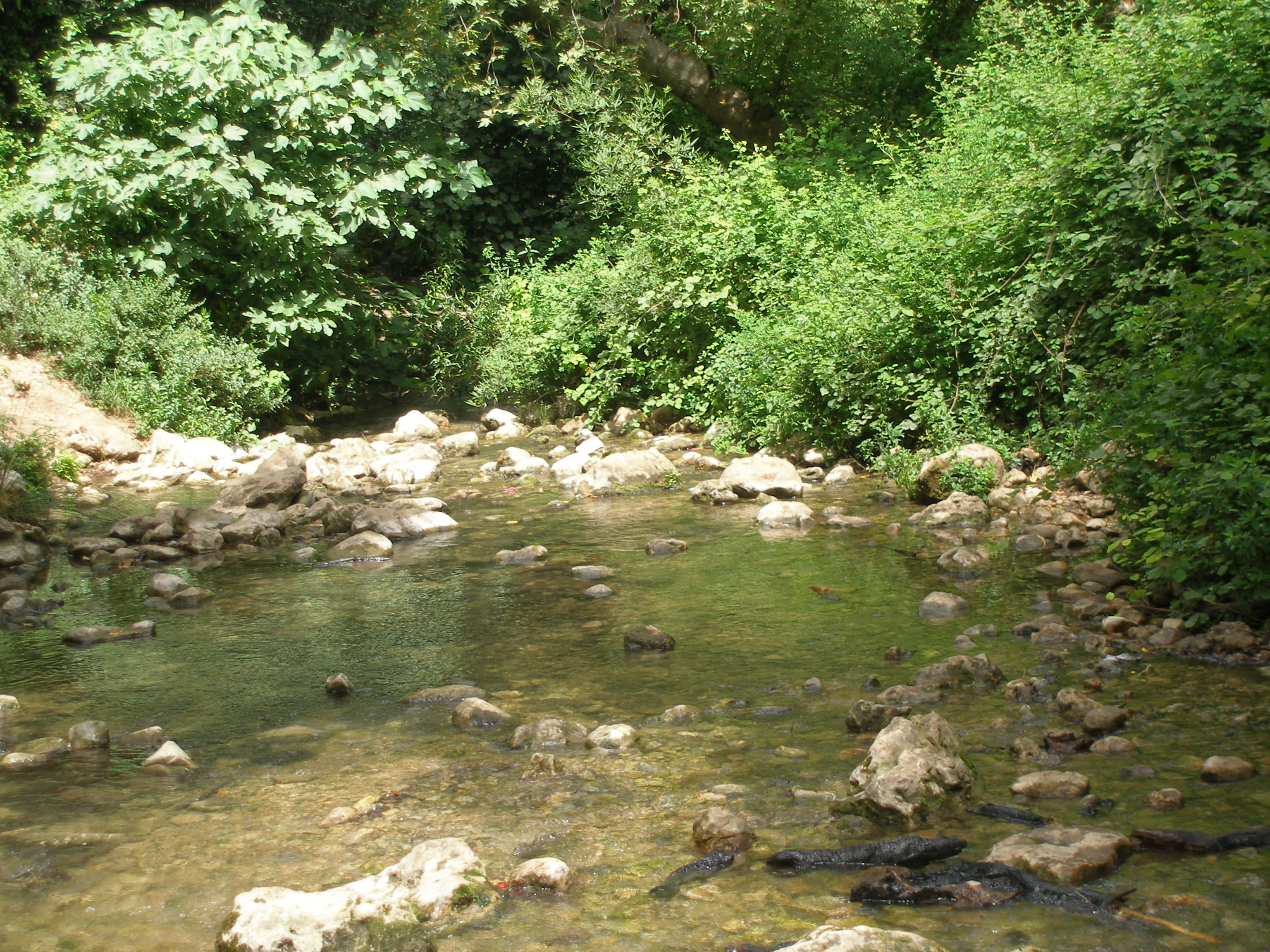
تبين الصورة البحيرة في وادي القرن

وادي القرن أحد أكبر وأطول الأودية في فلسطين في الجليل الأعلى الغربي، وهو نهر دائم الجريان. يبلغ طوله 43 كم أما مساحة حوضه فهي 137 كم.

## مسار النهر
ينبع النهر من سفوح جبل الجرمق الشمالية ويصبّ شمالي عكّا في منطقة الزيب تحديدًا وادي قرية الزيب المهجّرة، بمكان قريب من مستعمرة نهاريا اليوم، يبدأ الوادي من قرية حرفيش ويصب بالنهر عين قرية بيت جن هو مرفده الأساس الأعلى إذ يلتقي هناك بعدد من الأودية السيلية الأصغر، وهنا يصبح اسم الوادي وادي بيت جن ويصبح اتجاهه شمالي غربي ويمرّ عبر تعرجات جبلية ليلتحم بوادي المنبع، ثم يمرّ شمالا بالقرية ويعرف وادي القرن بهذه المنطقة بوادي حبيس ولعله سمّي بهذا الاسم لأنه يصبح عميقا وضيقًا وكثير التعرجات بهذه المنطقة ويستقيم قبل وصوله لقرية الزيب مصبه الأخير.

## بعض المعالم
يطل على قلعة القرين أو المانفورت وهي قلعة بناها الصليبون على ضفاف الوادي لتشكل برجًا لمراقبة المنطقة، اشترته كتيبة التيتون من كتيبة فرسان الهيكل الألمانية. هاجم الظاهر بيبرس القلعة صيف عام1267م لكنه لم يتمكن منها وعاد اليها 1271م وهدم أجزاءً منها مثل الكنيسة وقاعة المناسبات، والمساكن، معصرة عنب، أبار ماء، والبرج.

## حرب النكبة وما بعدها
قبل حرب النكبة 1948 كانت مطاحن تخدم سكان القرى مثل ترشيحا معليا وفسوطة ولقبت منها شواهدها فقط، كانت تابعة لعائلات معينة وخلال الفترة العثمانية كانت تابعة للسلطات العثمانية. نتيجة للاستغلال الاستيطاني للمياه جفت مياه الوادي مع بداية سنوات الخمسينيات بدأت السلطات الإسرائيلية بسحب المياه من الينابيع والمصبات في النهر لتغذية المستوطنات القريبة. عين أم طمرون هي العين الوحيدة التي لم يعبث الاحتلال بها لوجود نباتات وحياة بيولوجية فريدة تغذيها العين.

## روابط خارجية
- مسار وادي القرن
- تقرير حول وادي القرن